# Celama costimacula
Celama costimacula är en fjärilsart som beskrevs av Otto Staudinger 1887. Celama costimacula ingår i släktet Celama och familjen trågspinnare. Inga underarter finns listade i Catalogue of Life.